# Isabelle Moins
 (janvier 2020).
Si vous disposez d'ouvrages ou d'articles de référence ou si vous connaissez des sites web de qualité traitant du thème abordé ici, merci de compléter l'article en donnant les références utiles à sa vérifiabilité et en les liant à la section « Notes et références ».
Isabelle Moins, née le 19 mai 1964 à Limoges est une dirigeante d’entreprise, spécialisée dans les nouvelles technologies de l’information et de la communication et Internet.

## Biographie

### Vie privée
Issue d'une famille vivant du négoce de bestiaux depuis le XIXe siècle, Isabelle Moins a passé son enfance à Châlus, en Limousin.

### Formation
Ancienne élève du collège Pierre Desproges de Châlus, titulaire d’une maîtrise de japonais de l’Institut national des langues et civilisations orientales (INALCO) obtenue en 1986, elle fréquente Tsukuba University (1985) avant de sortir diplômée  de l’Institut d’Etudes Politiques de Paris en 1989. Elle complète sa formation d’un MBA à Keio University (Japon) en 1991[réf. nécessaire].

### Carrière
Commençant sa carrière en 1990 en qualité de Consultant marketing chez SBA Consulting Group à Tokyo (Japon) où elle réalise des études de marchés pour les sociétés européennes au Japon, Isabelle Moins rejoint dès juillet 1991 NEC Corporation. Au sein de la Corporate Design Division, à Tokyo, elle sera responsable du déploiement de la marque à l’international assurant un support aux filiales européennes et américaines de NEC pour le déploiement de la nouvelle architecture de marque.
En 1994, elle rejoint France Telecom, en qualité de Responsable marketing et développement des services multimédia. Elle assurera la représentation de France Telecom au Board de la Japan Multimedia Services company, lance un site Web pour la promotion de marques européennes au Japon et gère des dossiers d’investissement d’Innovacom au Japon (recherche et analyse d’opportunités d’investissement dans les start-up et fonds de capital risque).
Elle présente également, en japonais, sur une chaîne du câble (Wowow Today) un programme sur la culture française
En 1997, elle intègre en qualité de Directrice marketing télécommerce du Groupe Wanadoo, assure le lancement de l’offre télécommerce en montant une plate-forme de commerce électronique pour les PME, ainsi qu’une offre conjointe avec IBM.
En 2001, elle est nommée Responsable Commerce Électronique du Groupe Orange.
En 2002, elle est nommée Directrice Marketing Multimedia Mobile chez Orange France.
En mars 2006, Isabelle Moins intègre PagesJaunes Groupe en qualité de Directrice générale de annoncesjaunes.fr, filiale de PagesJaunes et de M6.
Depuis octobre 2009, Isabelle Moins est Directeur Internet chez SFR.

### Responsabilités associatives
Isabelle Moins est vice-présidente des « Elles de l’auto » , association chargée de promouvoir le recrutement et l’insertion de femmes dans le monde de l’automobile
Elle est également membre du Cercle littéraire « Les Amis de la Fonquebure », qui assure la promotion de l’humour burlesque châlusien, dans l’esprit d’un autre enfant de Châlus, Pierre Desproges.

### Distinctions
- Grand Prix « Stratégie-Fevad » 2007 de la meilleure action de communication d’un site de vente en ligne.

### Sources et références
1. ↑  « Actualité économique », sur LExpansion.com (consulté le 29 septembre 2020).
2. ↑  « Isabelle Moins (Annoncesjaunes) : "Nous ne sommes pas un portail sectoriel, mais un généraliste de la petite annonce" », sur journaldunet.com (consulté le 18 mai 2021).
3. ↑  « Mentions légales - SFR », sur SFR (consulté le 29 septembre 2020).
4. ↑  http://www.elles-auto.com/docs/DOSSIER_DE_PRESSE_Les_Elles_de_l_Auto_lancement_site_communautaire_09-10-2009_Final.pdf